# Ретиро (Чили)
Ретиро (исп. Retiro) — посёлок в Чили. Административный центр одноимённой коммуны. Население — 3329 человек (2002). Посёлок и коммуна входит в состав провинции Линарес и области Мауле.
Территория — 827 км². Численность населения — 19 974 жителя (2017). Плотность населения — 24,2 чел./км².

## Расположение
Посёлок расположен в 70 км на юг от административного центра области города Талька и в 28 км на юго-запад от административного центра провинции  города Линарес.
Коммуна граничит:
- на севере — c коммуной Сан-Хавьер-де-Лонкомилья
- на востоке — с коммуной Лонгави
- на юге — c коммуной Парраль
- на западе — c коммуной Каукенес

## Демография
Согласно сведениям, собранным в ходе переписи 2017 г  Национальным институтом статистики (INE),  население коммуны составляет:
| Полное население                          | Полное население                          | Полное население                          | Полное население                          | Полное население                          | 19 974 |
| ----------------------------------------- | ----------------------------------------- | ----------------------------------------- | ----------------------------------------- | ----------------------------------------- | ------ |
| в том числе:                              | Городское население                       | 7 063                                     | Процент городского населения, %           | 35,36                                     |        |
|                                           | Сельское население                        | 12 911                                    | Процент сельского населения, %            | 64,64                                     |        |
|                                           | Мужское население                         | 10 054                                    | Процент мужского населения, %             | 50,34                                     |        |
|                                           | Женское население                         | 9 920                                     | Процент женского населения, %             | 49,66                                     |        |
| Плотность населения, чел/км²              | Плотность населения, чел/км²              | Плотность населения, чел/км²              | Плотность населения, чел/км²              | Плотность населения, чел/км²              | 24,2   |
| Население коммуны в % к населению области | Население коммуны в % к населению области | Население коммуны в % к населению области | Население коммуны в % к населению области | Население коммуны в % к населению области | 1,91   |

### Важнейшие населенные пункты коммуны
- Ретиро (посёлок) — 3329 жителей
- Копиуэ(посёлок) — 1379 жителей